# Cama (animal)
Pour les articles homonymes, voir Cama.
Parent  mâle  de l'hybridation 
  Camelus dromedarius 
×

Parent  femelle  de l'hybridation 
  Lama guanicoe/Lama glama 
Un cama est un camélidé résultat de l'hybridation entre un dromadaire (Camelus dromedarius) mâle et un lama (Lama glama) ou un guanaco (Lama guanicoe) femelle.

## Origine
Julian A. Skidmore, qui travaille pour le Camel Reproduction Centre (CRC) de Dubaï, Émirats arabes unis, dirige les travaux de recherche sur l'hybridation entre les camélidés de l'Ancien Monde et ceux du Nouveau Monde depuis les années 1990. Si les différentes espèces de camélidés de l'Ancien Monde sont fertiles entre elles, et que celles du Nouveau Monde le sont aussi, le croisement entre celles de l'Ancien et celles du Nouveau n'est pas possible à l'état naturel, du fait des différences de taille et d'habitat entre ces espèces, aussi les techniques d'insémination artificielle sont nécessaires pour espérer produire des hybrides.
En février 1998, Skidmore parvient à produire un premier hybride, issue d'un père dromadaire et d'une mère guanaco. Le bébé est un mâle, prématuré à 328 jours et est nommé « Rama le cama ». Des travaux ultérieurs permettent la naissance d'autres bébés camas, tous de père dromadaire et de mère lama avec un total de cinq naissances supplémentaires en 2013.

## Description
D'une taille et robustesse intermédiaire entre les lamas et les dromadaires, les camas produisent de la laine comme les lamas, ils héritent aussi de ces derniers les naseaux ; les oreilles et queue ont une taille intermédiaire entre les deux espèces, quand leur patte possède une forme intermédiaire ; enfin, les camas ne développent pas de bosse comme le fait le dromadaire.
Les vocalisations des camas sont graves comme celles des dromadaires, ils ont par contre développé la capacité de cracher comme peuvent le faire les lamas